# توم رينولدز (ممثل)
توم رينولدز (بالإنجليزية: Tom Reynolds)‏ هو ممثل بريطاني (وحمل سابقاً جنسية المملكة المتحدة لبريطانيا العظمى وأيرلندا)، ولد في 9 أغسطس 1866 بلندن في المملكة المتحدة، وتوفي في 25 يوليو 1942.

## وصلات خارجية
- توم رينولدز على موقع IMDb (الإنجليزية)
- توم رينولدز على موقع قاعدة بيانات الفيلم (الإنجليزية)